# Sebastián Cordero
Sebastián Cordero Espinosa (Quito, 23 maggio 1972) è un regista, sceneggiatore e montatore ecuadoriano.

## Biografia
Nato a Quito, a nove anni si trasferisce con la famiglia in Francia dove rimane sei anni. Si interessa per la prima volta al cinema dopo la visione de I predatori dell'arca perduta a nove anni.
Nel 1990, a diciotto anni, intraprende i suoi studi di cinema e scrittura presso l'University of Southern California; terminato il suo ciclo universitario, nel 1995 torna in Ecuador con l'intenzione di fare cinema nel suo paese dove è praticamente assente l'industria di settore e dove la produzione di film è molto rara.

### Carriera
Mentre lavora come regista, fotografo e montatore di alcuni video musicali di gruppi locali, inizia a scrivere quello che sarà il suo lungometraggio di debutto Ratas, Ratones, Rateros che realizza nel 1999. Il film viene presentato in anteprima al Festival di Venezia e poi in molti festival internazionali come Toronto, San Sebastián, Buenos Aires.
Anche il suo secondo film, Crónicas, viene accolto con favore presso importanti festival: oltre al Sundance, viene incluso nella sezione Un certain regard del Festival di Cannes.
Nel 2009 gira in Spagna Rabia, tratto dall'omonimo romanzo dello scrittore argentino Sergio Bizzio. 
Nel 2011 torna a realizzare un film in Ecuador: Pescador, mentre, con Europa Report realizza il suo primo lavoro interamente in inglese.
Interamente ambientato a Guayaquil è Sin muertos no hay carnaval (2016)

## Filmografia
- Ratas, ratones, rateros (1999)
- Crónicas (2004)
- Rabia (2009)
- Pescador (2011)
- Europa Report (2013)
- Sin muertos no hay carnaval (2016)